# West Helena
West Helena és una població dels Estats Units a l'estat d'Arkansas. Segons el cens del 2000 tenia 8.689 habitants.

## Demografia
Segons el cens del 2000, West Helena tenia 8.689 habitants, 3.204 habitatges, i 2.223 famílies. La densitat de població era de 755,6 habitants/km².
Dels 3.204 habitatges en un 36% hi vivien nens de menys de 18 anys, en un 36,8% hi vivien parelles casades, en un 29,2% dones solteres, i en un 30,6% no eren unitats familiars. En el 27,6% dels habitatges hi vivien persones soles l'11,5% de les quals corresponia a persones de 65 anys o més que vivien soles. El nombre mitjà de persones vivint en cada habitatge era de 2,71 i el nombre mitjà de persones que vivien en cada família era de 3,32.
Per edats la població es repartia de la següent manera: un 34,1% tenia menys de 18 anys, un 10,1% entre 18 i 24, un 23,9% entre 25 i 44, un 19,6% de 45 a 60 i un 12,3% 65 anys o més.
L'edat mediana era de 30 anys. Per cada 100 dones de 18 o més anys hi havia 71,5 homes.
La renda mediana per habitatge era de 21.130 $ i la renda mediana per família de 25.014 $. Els homes tenien una renda mediana de 22.971 $ mentre que les dones 17.225 $. La renda per capita de la població era d'11.234 $. Entorn del 30,9% de les famílies i el 35,4% de la població estaven per davall del llindar de pobresa.

## Poblacions més properes
El següent diagrama mostra les poblacions més properes.